# Tsodilo Hills
Tsodilo är Botswanas högsta berg. Berget är 1489 meter över havet (m ö.h.) och är formade från metamorfa bergarter förmodligen deponerade som lersediment i ett gammalt hav. Genom värme och stort tryck bildades små kristallerna och berget har fått en grovkornig yta. Det finns några permanenta vattenkällor i bergen, men det är mycket svårt att hitta utan någon med lokalkännedom. Nära berget finns det ett periodiskt vattendrag. Närmaste större stad är Nokaneng.
Tsodilo består av fyra kullar: "Kvinnan", "Mannen", "Barnet" och den norra kullen, och har en mytologisk betydelse för sanfolket, som tror att det var här som världen skapades. Man har funnit över 4500 klippmålningar på 200 olika platser i bergen. De anses ha målats av sanfolkets förfäder.